# Spalding (ort i Australien)
Spalding är en ort i Australien. Den ligger i kommunen Northern Areas och delstaten South Australia, omkring 160 kilometer norr om delstatshuvudstaden Adelaide. Antalet invånare är 303.
Trakten runt Spalding är nära nog obefolkad, med mindre än två invånare per kvadratkilometer.. Spalding är det största samhället i trakten.
Trakten runt Spalding består till största delen av jordbruksmark. Genomsnittlig årsnederbörd är 513 millimeter. Den regnigaste månaden är maj, med i genomsnitt 78 mm nederbörd, och den torraste är december, med 12 mm nederbörd.